# Aedes eucephalaeus
Aedes eucephalaeus är en tvåvingeart som beskrevs av Dyar 1918. Aedes eucephalaeus ingår i släktet Aedes och familjen stickmyggor. Inga underarter finns listade i Catalogue of Life.